# 大清银行兑换券
大清银行兑换券，1905年至1908年期间称大清户部银行兑换券，是中国历史上第一家由官方开办、具有中央银行性质的金融机构——大清户部银行（后改称大清银行）发行的纸币。

## 历史

### 大清户部银行时期
1840年第一次鸦片战争后，各大外国银行进入清朝，并自行大量发行纸钞；与此同时，各省为了增强财力，也都相继办起了官银钱局。当时，各种钞票、钱票、庄票混合流通或各占一地，清朝金融秩序陷入混乱。为了统一全国币制，1905年，清政府在北京设立“大清户部银行”，成为中国最早由官方开办的国家银行，兼具中央银行和商业银行二重性质，并在全国各地发行了“大清户部银行兑换券”。

### 大清银行时期
1906年，清朝官制改革，户部改为度支部，户部银行也于1908年更名为“大清银行”，成为清朝正式的中央银行。而在正式更名之前，大清户部银行就开始以“大清银行”名义发行“大清银行兑换券”，由商务印书馆印制。由于中国国内尚无雕刻钢凹版技术，而之前商务印书馆所印制出来的纸钞成本高昂且易于仿制，因此清政府后来委托美国钞票公司印刷新钞。此阶段的大清银行兑换券，钞票正面为李鸿章头像，故称为“李鸿章像券”。但期间因光绪皇帝驾崩，加之时局动荡，沟通不利，导致李鸿章像券印制版别繁多，流通混乱。在这一期间，度支部还曾派郎中萨阴图、主事曾习经到日本考察印钞技术。萨、曾二人回国后向朝廷上奏，建议学习日本铜凹版印钞技术。之后铜制票版制成，但最终未被清政府采用。
1910年，为了避免货币混乱，度支部颁布《大清银行则例》，规定只有大清银行才可发行纸钞，并用于全国一切支付行为。当时，清政府重金聘请美国雕刻家海趣（L. J. Hatch）以及多名美国技师，负责培训印钞人员，并着手设计新版纸币。新版大清银行兑换券正面印有摄政王载沣头像，俗称“大清龙钞”，共有八种试色样票，分别是壹圆、伍圆、拾圆、壹佰圆四种面值。最终正面皆定为黑色，背面则定壹元绿色、伍元紫色、拾元蓝色和佰元黄色，并交由度支部印刷局进行印制，1911年3月1日开始印刷。中国也成为当时世界上少数采用钢凹版雕刻、凹版印钞技术的国家之一。然而当年辛亥革命爆发，新钞发行计划也未能發行，除加印流水號碼拾元券流通外，其餘仅有少量样票存世。

### 后续
1912年，中华民国成立，大清银行改为“中国银行”。为缓解财政危机，大量库存的“李鸿章像券”被加盖涂改为“中国银行兑换券”流通使用。

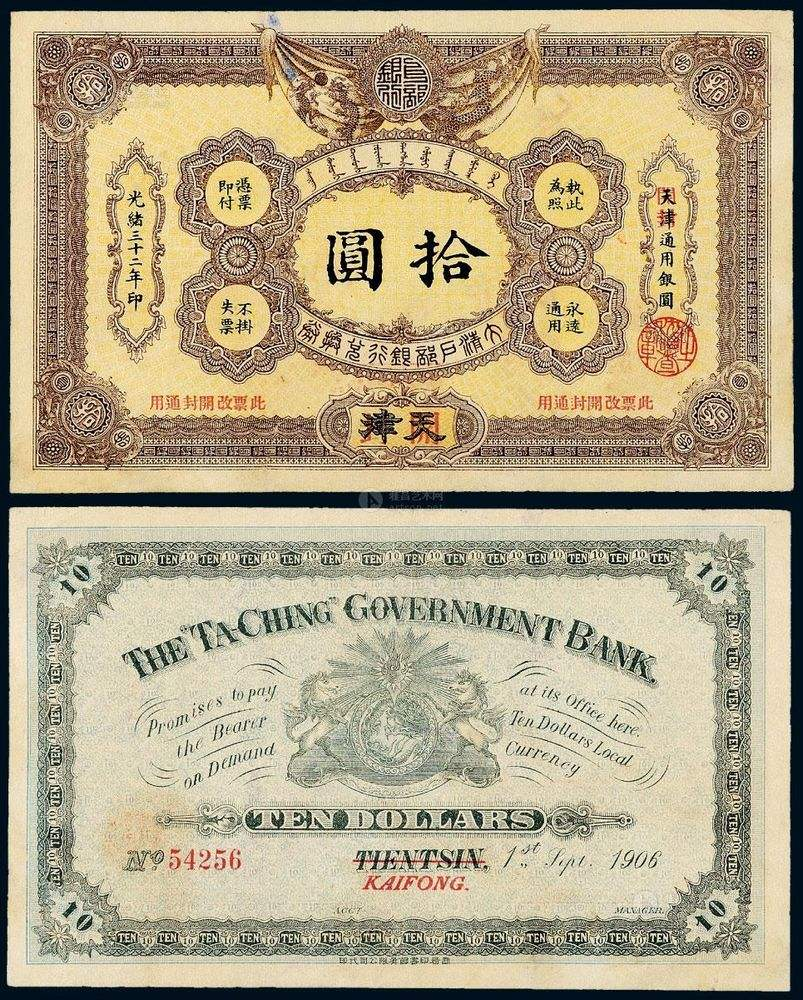
清光绪三十二年（1906年）大清户部银行兑换券拾圆券（天津改开封）
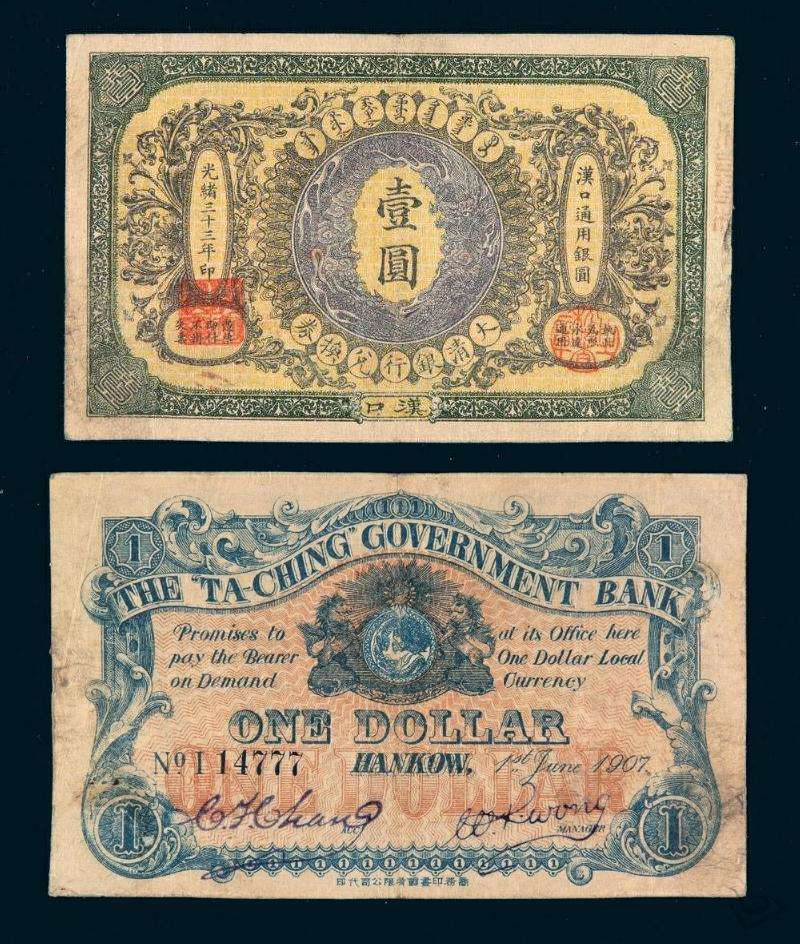
清光绪三十三年（1907年）大清银行兑换券壹圆券（汉口通用）商務印書局有限公司代印
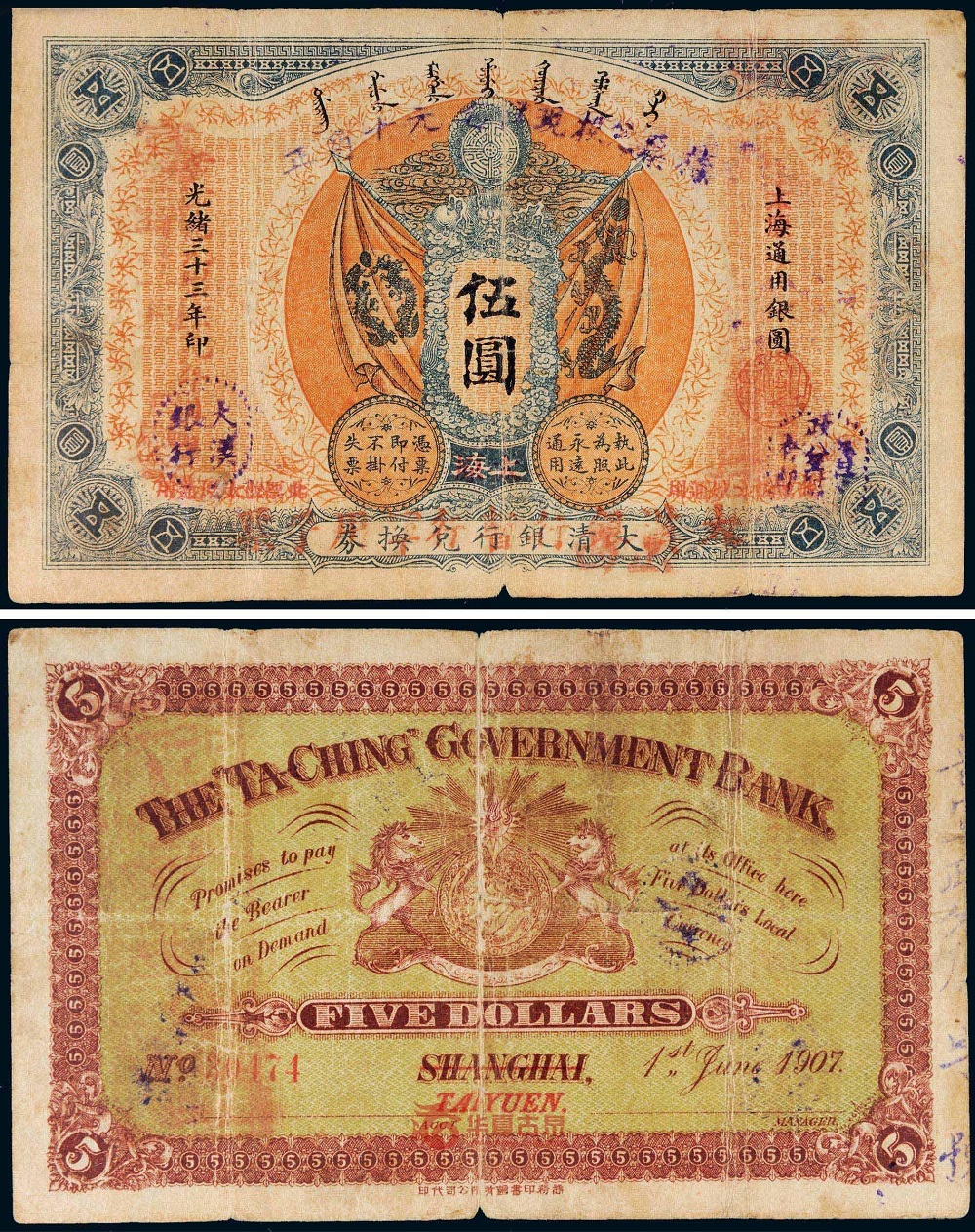
清光绪三十三年（1907年）大清银行兑换券伍圆券（上海改太原）
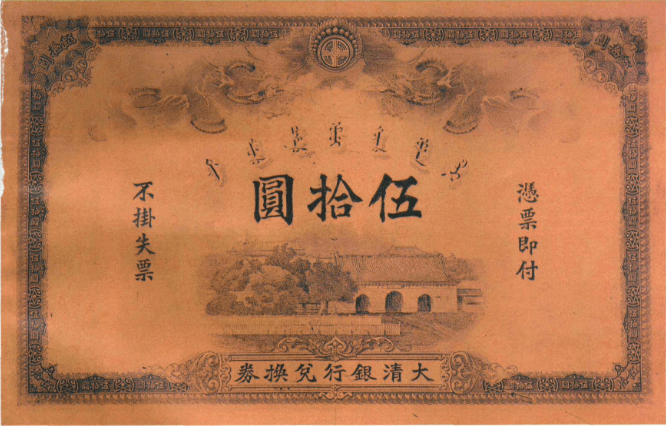
大清银行大清门伍拾圆票样（未发行）
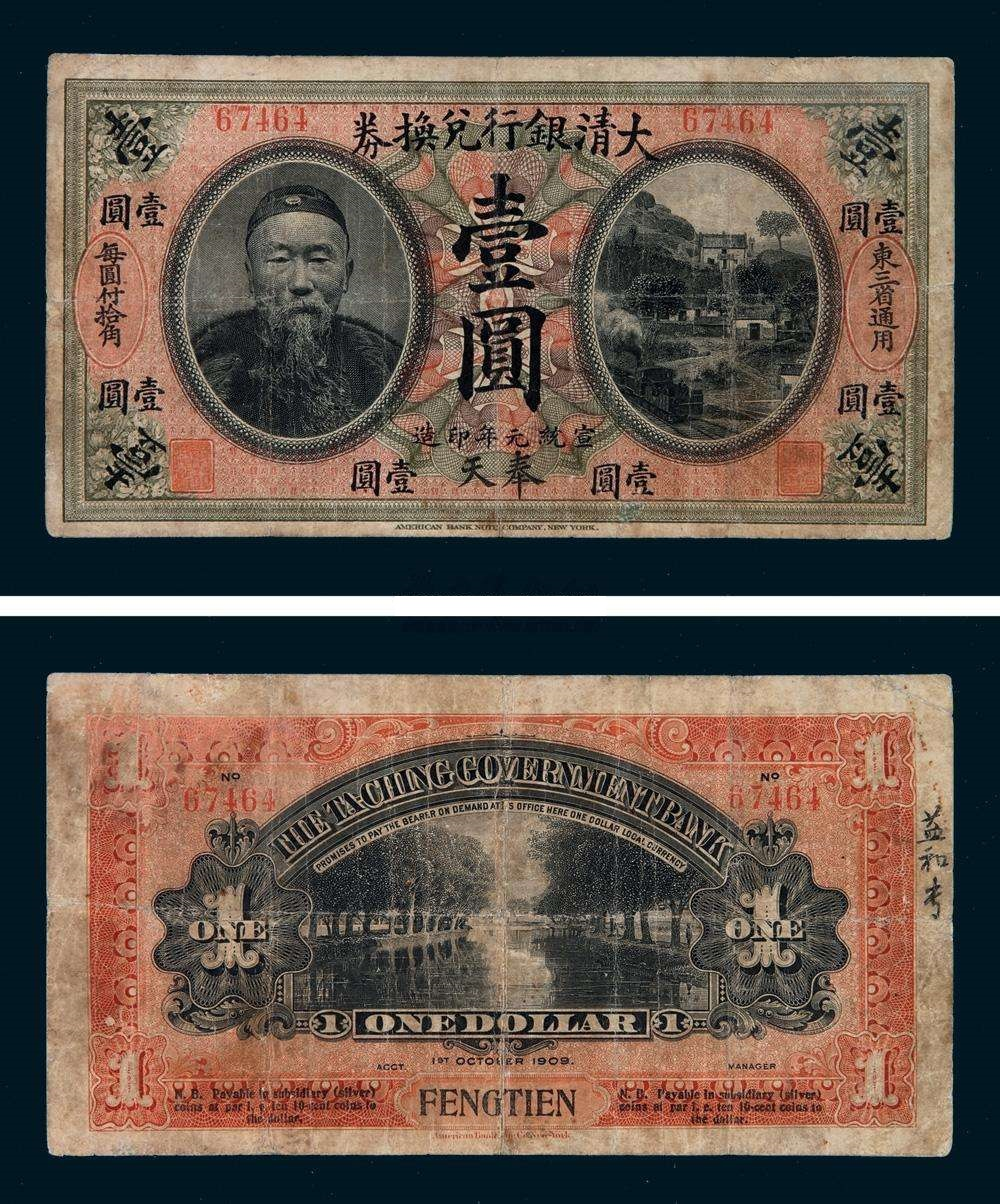
清宣统元年（1909年）李鸿章像大清银行兑换券壹圆（东三省通用）
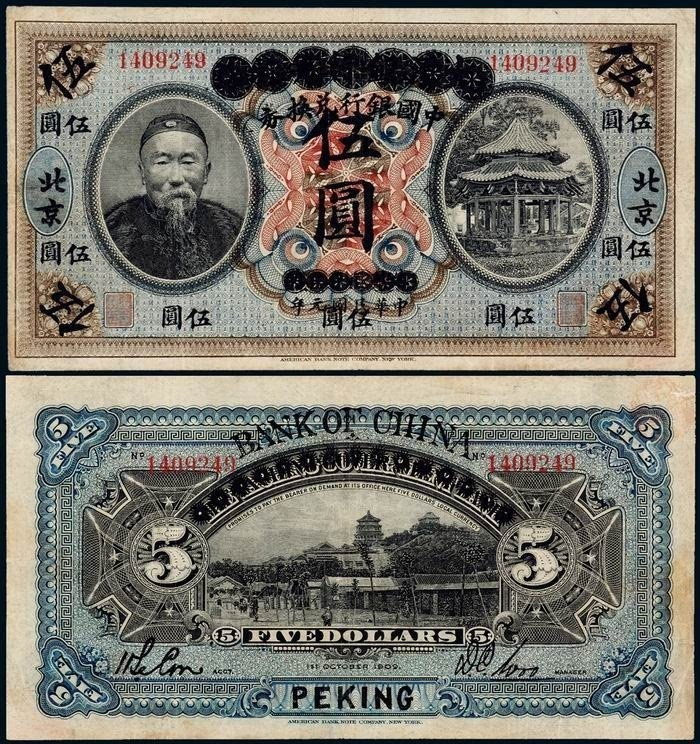
清宣统元年（1909年）李鸿章像大清银行兑换券改民国元年（1912年）中国银行兑换券伍圆券（北京）

## 票樣

### 戶部銀行銀圓兌換券
| 图案 | 图案 | 面值 | 發行日期           | 地區版別   |
| 正面 | 反面 | 面值 | 發行日期           | 地區版別   |
| ---- | ---- | ---- | ------------------ | ---------- |
|      |      | 壹圓 | 光緒32年（1906年） | 天津改開封 |
|      |      | 伍圓 | 光緒32年（1906年） | 天津改開封 |
|      |      | 拾圓 | 光緒32年（1906年） | 天津改開封 |

### 大清銀行兌換券（1909）
| 图案 | 图案 | 面值   | 發行日期           |
| 正面 | 反面 | 面值   | 發行日期           |
| ---- | ---- | ------ | ------------------ |
|      |      | 壹圓   | 宣統元年（1909年） |
|      |      | 壹圓   | 宣統元年（1909年） |
|      |      | 伍圓   | 宣統元年（1909年） |
|      |      | 拾圓   | 宣統元年（1909年） |
|      |      | 壹百圓 | 宣統元年（1909年） |

### 大清銀行兌換券（1910）
下圖所列之幣券僅為底鈔，未印上流水編號（正面左右長方形空白處）及銀行印鑑（反面幣值位置左右方形及圓形空白處），而伍圓及百圓為後世所產之複製品。
| 图案 | 图案 | 面值 | 發行日期           |
| 正面 | 反面 | 面值 | 發行日期           |
| ---- | ---- | ---- | ------------------ |
|      |      | 壹圓 | 宣統二年（1910年） |
|      |      | 伍圓 | 宣統二年（1910年） |
|      |      | 拾圓 | 宣統二年（1910年） |
|      |      | 百圓 | 宣統二年（1910年） |